# Hitoshi Ashinano
 (mai 2025).
Si vous disposez d'ouvrages ou d'articles de référence ou si vous connaissez des sites web de qualité traitant du thème abordé ici, merci de compléter l'article en donnant les références utiles à sa vérifiabilité et en les liant à la section « Notes et références ».
Hitoshi Ashinano (芦奈野 ひとし, Ashinano Hitoshi) est un mangaka à qui l'on doit notamment Escale à Yokohama, PositioN et Kabu no Isaki actuellement en cours de parution dans le magazine Afternoon. 